# Eislokomotive

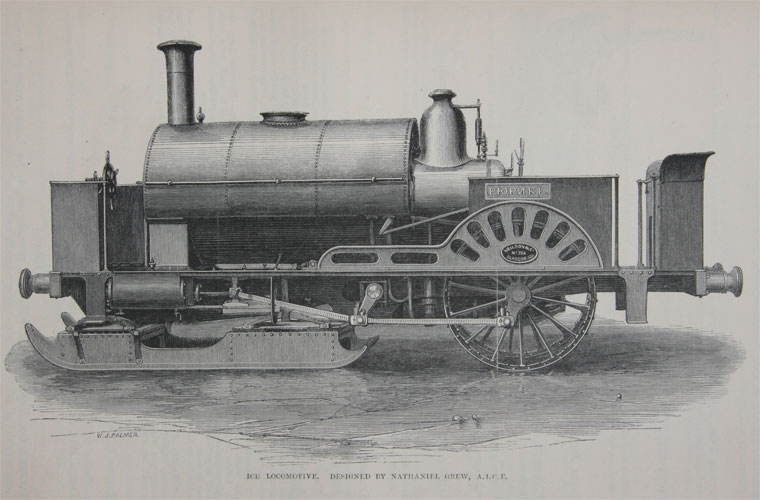
Modell der Eislokomotive von Nathaniel Grew, gezeigt auf der Weltausstellung London 1862

Eine Eislokomotive war eine herkömmliche Dampflokomotive, die schienenlos auf gefrorenen Gewässern fuhr. Sie hatte eine angetriebene Achse mit spurkranzlosen Rädern, die auf den Laufflächen mit abschraubbaren Stahlstiften (Spikes) versehen waren. Anstatt auf weiteren Achsen bzw. Rädern stützte sie sich über ein vorn montiertes, mit zwei Kufen versehenes Drehgestell ab. Zum Lenken des Fahrzeugs wurde dieses aktiv gedreht.

## Geschichte
Der russische Kaufmann Gabriel Solodornikoff aus Moskau hatte um 1860 für das Russische Kaiserreich die Genehmigung erworben, Eislokomotiven zum Transport von Waren auf zugefrorenen Flüssen und Seen während der langen Winterzeit einzusetzen. Im Sommer sollten die Fahrzeuge als Lokomobile zum Antrieb beliebiger Maschinen genutzt werden.
Nathaniel Grew, ein britischer Ingenieur, entwickelte die erste Eislokomotive und ließ sie 1861 von der Lokomotivfabrik Neilson & Company in Glasgow bauen. Sie wurde nach Russland verschifft und dort sehr erfolgreich im Winter 1861/62 zwischen St. Petersburg und Kronstadt auf der Ostseeinsel Kotlin sowie auf dem Fluss Newa zum Transport von Waren und Personen eingesetzt.
Grew ließ danach noch mindestens eine weitere Eislokomotive bauen, die ebenfalls nach Russland geliefert wurde. Auf der Weltausstellung London 1862 stellte Grew ein Modell seiner Eislokomotive im Maßstab 1:8 aus. Das Modell ist erhalten und befindet sich heute zusammen mit Originalfotos und den Konstruktionszeichnungen im National Railway Museum in York.

## Aufbau und Betrieb
Diese Bauart gehörte seinerzeit zu den ortsbeweglichen Dampfmaschinen, wurde aber, obwohl nicht schienengebunden, dennoch als Lokomotive geführt. Sie entsprach im Aufbau und in der Baugruppenaufteilung einer normalen Dampflokomotive, nur mit dem Unterschied, dass sie abschraubbare Stahlstifte auf den Radkränzen hatte und die vordere Laufachse durch bewegliche Kufen ersetzt war. Wie eine normale Lokomotive war sie außerdem mit herkömmlichen Puffern ausgerüstet.
Für den Betrieb waren mindestens zwei Personen notwendig: der Lokomotivführer, der zugleich Heizer war, und der Lenker, der ganz vorn auf der Maschine mit einem Steuerrad die Lenkung übernahm.

## Namensgebung
Die erste Eislokomotive von Grew trug den Namen Rjurik (in kyrillischer Schrift: Рюрик), benannt nach Fürst Rjurik, einem früheren Herrscher des Volkes der Rus.

## Ähnliche Maschinen

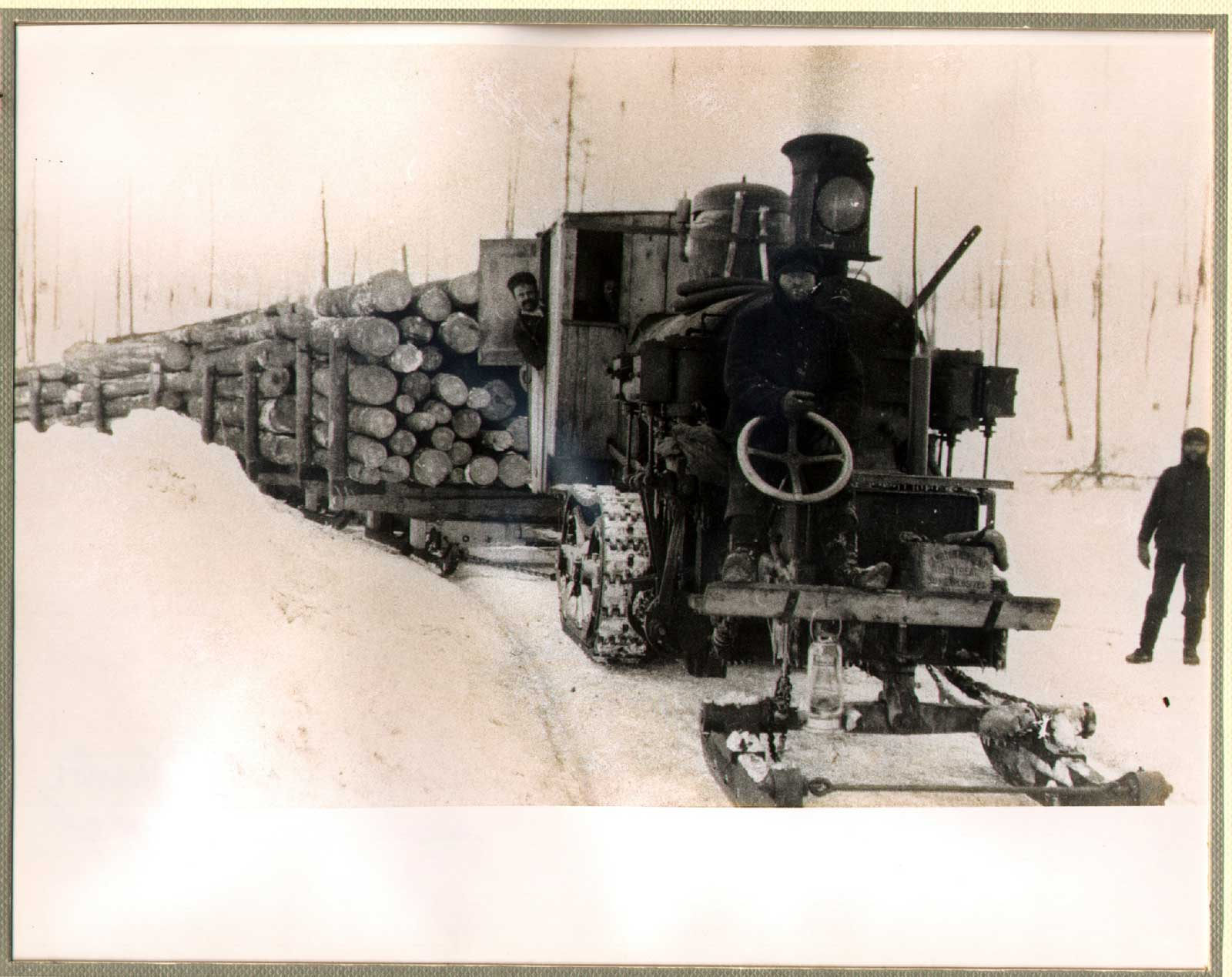
Phoenix Centipede Steam Log Hauler in Kanada (um 1915)

In Nordamerika befasste man sich um 1900 mit ähnlichen Fahrzeugen wie das von Nathaniel Grew in Europa. Das erste dieser Fahrzeuge wurde von Alvin Lombard entwickelt und als Lombard Steam Log Hauler bekannt. Als Weiterentwicklung der Eislokomotive war es mit Gleisketten anstelle von Antriebsrädern mit Stahlstiften ausgerüstet. Zusammen mit seinen vorderen und lenkbaren Kufen ähnelte es einem heutigen Motorschlitten. Die Phoenix Manufacturing Company entwickelte einen ähnlichen Dampfschlepper, wofür sie Lizenzgebühren an Lombard zahlen musste.
1909 wurde in Schweden eine Eislokomotive erprobt, die auf Kufen glitt und sich mit einer in Längsrichtung eingebauten und angetriebenen  Schneckenwelle vorwärtsschraubte. Deren Schneckengang wurde durch das Fahrzeuggewicht ins Eis eingedrückt.

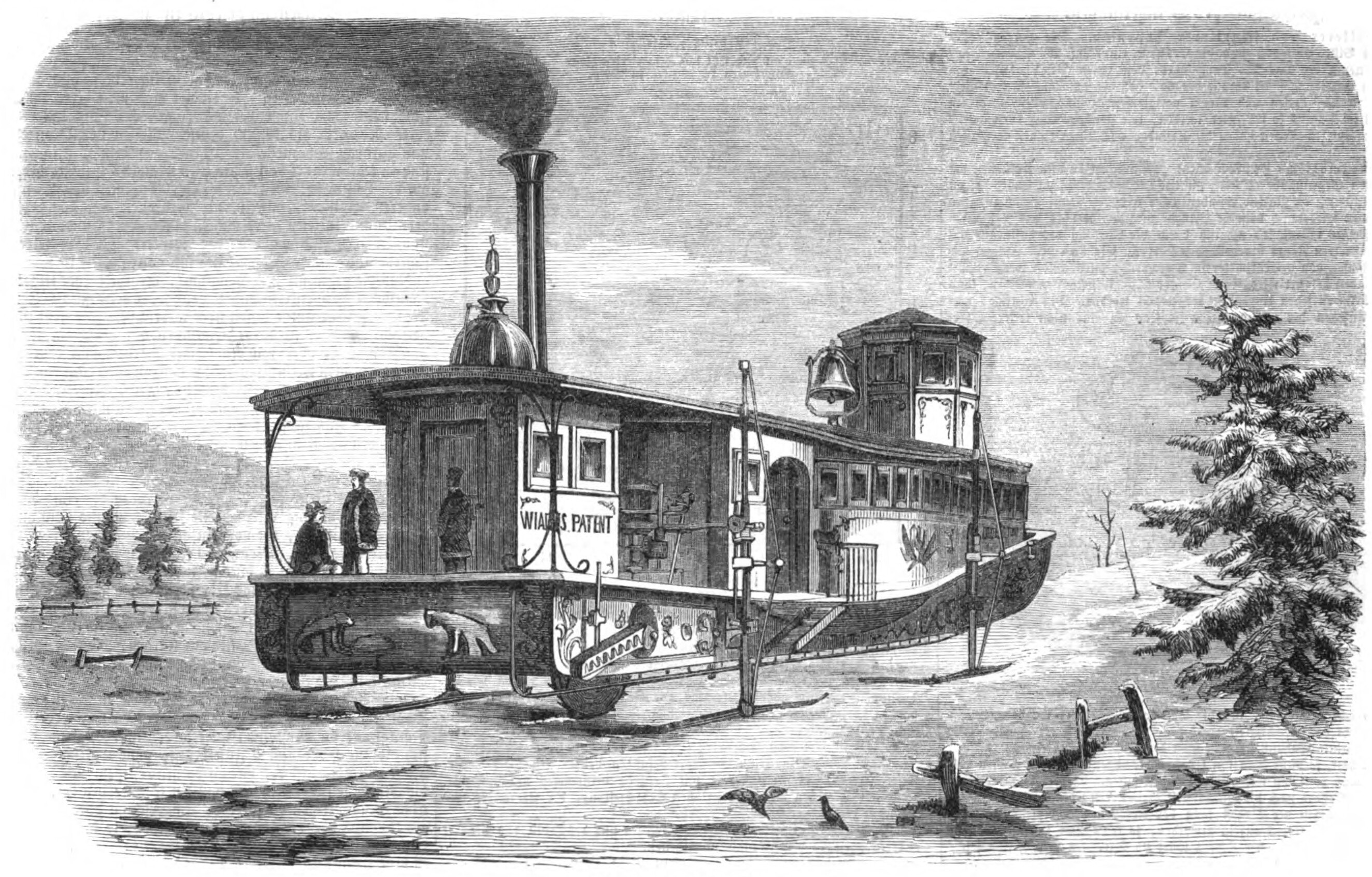
Wiards auf Schlitten aufgebocktes Dampfboot (1860)

Anfang 1860 plante der US-Amerikaner Wiard, im Winter auf dem Mississippi zwischen Prairie du Chien und Saint Paul auf Schlitten aufgebockte Dampfboote einzusetzen, die 50 Personen fassen und bei offenem Wasser als Boote nutzbar sein sollten. Ein Modell wurde in New York ausgestellt. Das Boot stand auf vier Kufen; zum Antrieb auf Eis diente ein unten aus dem Boot vorstehendes Treibrad mit Zähnen. Das Fahrzeug wurde als Dampfschlitten, Eisschlitten oder Eislokomotive bezeichnet.